# Апрельские капитаны
«Апрельские капитаны» (порт. Capitães de Abril) — кинофильм режиссёра Марии де Медейруш, вышедший на экраны в 2000 году. Лента рассказывает о событиях Революции гвоздик в Португалии. Фильм демонстрировался в секции «Особый взгляд» на Каннском кинофестивале, получил приз международного жюри кинофестиваля в Сан-Паулу и португальскую премию «Золотой глобус» за лучший фильм и лучшую женскую роль.

## Сюжет
Португалия, апрель 1974 года. Страна устала от колониальных войн и засилья тайной полиции ПИДЕ. Группа революционно настроенных офицеров, испытавших на себе ужасы войны в Африке, решает начать государственный переворот и покончить с фашистским режимом Марселу Каэтану. Один из них, решительный Салгейру Майя, арестовывает своего непосредственного начальника, поднимает по тревоге своё подразделение и выдвигается в сторону Лиссабона. Тем временем, его друг Мануэл, чей брак с Антонией фактически распался из-за войны, должен с товарищами захватить радиостанцию и передать в эфир сообщение о перевороте…

## В ролях
- Стефано Аккорси — капитан Сальгейру Майя
- Мария де Медейруш — Антония
- Жоаким ди Алмейда — майор Жервазиу
- Фредерик Пьерро — Мануэл
- Феле Мартинес — лейтенант Лобао
- Мануэл Жоау Виейра — Фонсека
- Маркантонио дель Карло Силва
- Эммануэль Салинжер — Ботелью
- Рита Дурао — Роза
- Педру Эстнес — Эмилиу
- Руй де Карвалью — генерал Спинола
- Рикарду Паиш — Марселу Каэтану